# Ferdy Kübler

Ferdy Kübler im Kreise seiner Familie (1961)

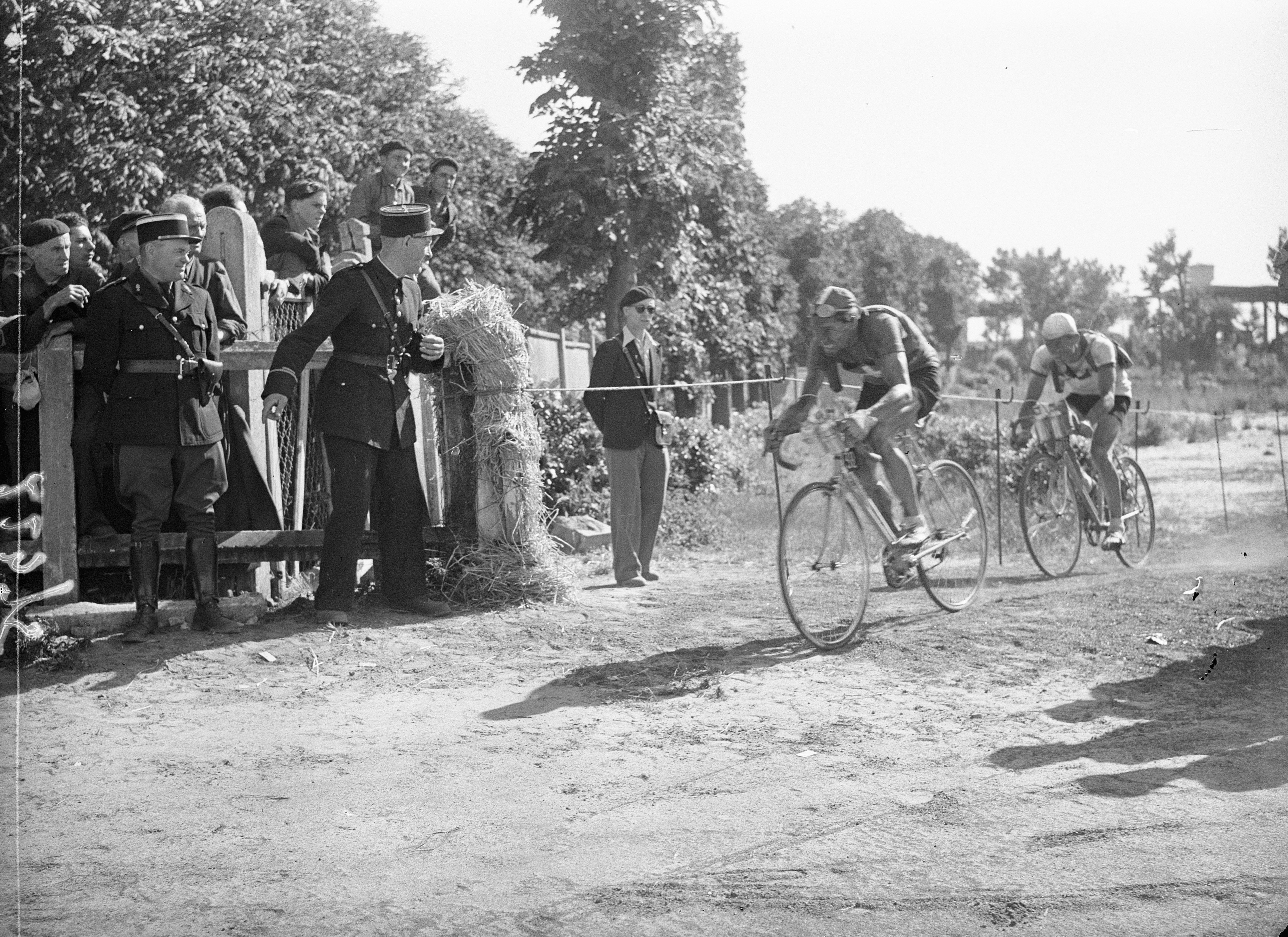
Ferdy Kübler bei der Tour de France 1947, vor André Mahé

Ferdy Kübler (links); Vorbereitung zur Tour de Suisse 1952

Ferdy Kübler als Skilehrer (1970)

Ferdinand Kübler (* 24. Juli 1919 im Weiler Radhof bei Marthalen; † 29. Dezember 2016 in Zürich), üblicherweise «Ferdy» oder «Ferdi» genannt, war ein Schweizer Radrennfahrer und der erste Schweizer Tour-de-France-Sieger. Er zählte mit seinem charakteristisch kampfbetonten Fahrstil zu den erfolgreichsten Radrennfahrern der Schweiz.

## Radsportkarriere
Küblers Vater war Schuhmacher und Velomechaniker. Mit einem kargen Lohn von rund 140 Franken monatlich konnte er seine fünf Kinder nur schlecht ernähren. Kübler gab an, in der entbehrungsreichen Kindheit seine starke Willenskraft entwickelt zu haben. Da er in Adliswil aufgewachsen war und zudem über eine ausgeprägte Nase verfügte, erwarb er sich den Namen «Der Adler von Adliswil».
Kübler begann seine Laufbahn als Berufsrennfahrer 1940 (nachdem er 1938 mit dem Radsport begonnen hatte) und gewann 1942 mit der Tour de Suisse sein erstes bedeutendes Rennen. Mit zunehmendem Alter konnte er sich derart steigern, dass er zur damaligen Weltelite zählte. Küblers grösster Erfolg war der Gesamtsieg bei der Tour de France 1950, als er 31 Jahre alt war.
1951 wurde er Strassenweltmeister. Er gewann vier Mal in Folge (1948–1951) die Schweizer Strassen-Radmeisterschaften. Sein grösster Schweizer Konkurrent zu dieser Zeit war Hugo Koblet.
Kübler ist neben Hugo Koblet der einzige Schweizer, der die Tour de France gewann. Bis 2009, als Fabian Cancellara ihn überholte, war er auch der Schweizer, der das Maillot Jaune des Führenden am häufigsten – auf zwölf Etappen – trug. Kübler war vierfacher Sieger des Giro del Ticino.
Ferdy Kübler, auch «Ferdy National» genannt, beendete 1957 seine Radsportkarriere. Danach war er im Sportmarketing tätig. 1983 wurde er zum populärsten Schweizer Sportler der letzten 50 Jahre gewählt.
Bei der Tour de France 1955 soll Kübler gedopt gewesen sein. Er fuhr Zickzack beim Aufstieg zum Mont Ventoux und schrie nach dem Ende des Rennens herum. Die Kommissäre fanden bei Zimmerkontrollen Dopingmittel und Spritzen. In späteren Interviews bestritt Kübler, jemals gedopt zu haben. Kübler erhielt zu seinen Glanzzeiten lukrative Angebote für Sechstagerennen. Beim Rennen in Hannover 1951 fühlte er sich mit seinem Partner Harry Saager auf Drängen von anderen Mannschaften so behindert, dass ein Sieg unmöglich wurde. Kübler führte das auf Rennabsprachen zurück und wollte danach keine Sechstagerennen in Deutschland mehr fahren.
Kübler war verheiratet und lebte zuletzt in Birmensdorf bei Zürich. Er starb am 29. Dezember 2016 im Alter von 97 Jahren in einem Zürcher Spital. Seit dem Tod von Gino Bartali im Mai 2000 bis zum Zeitpunkt seines Todes war er der älteste noch lebende Tour-de-France-Sieger.

## Auszeichnungen und Ehrungen
1983 wurde Ferdy Kübler zum Schweizer Sportler des Jahrhunderts sowie zum Populärsten Sportler der letzten 50 Jahre gewählt. 2003 wurde er mit dem Credit Suisse-Ehrenpreis ausgezeichnet. 2010 erhielt er den lifetimeAward des Schweizer Fernsehens für sein Lebenswerk. Seit 2007 gibt es in Adliswil einen Ferdy-Kübler-Weg, und der Sitz des Radsport-Weltverbands UCI steht in Aigle an der Allee Ferdi Kübler. Dort wurde Kübler 2002 auch in die Hall of Fame des Weltverbands aufgenommen. In seinem Geburtsort Marthalen wurde 2014 in seinem Beisein eine Kübler-Eiche gepflanzt, an seinem Elternhaus ist eine Ehrentafel angebracht.
Auf dem Monte Ceneri im Tessin steht ein Denkmal für Hugo Koblet und Ferdy Kübler, ebenso wie eine Radfahrer-Kapelle mit Memorabilien der beiden.

## Erfolge (Auswahl)
| 1940 - Schweizer Meister – Einerverfolgung 1941 - Schweizer Meister – Einerverfolgung 1942 - Gesamtwertung und eine Etappe Tour de Suisse - Schweizer Meister – Bergrennen 1943 - Meisterschaft von Zürich - Nordwestschweizer Rundfahrt - Schweizer Meister – Einerverfolgung 1945 - Schweizer Meister – Querfeldeinrennen 1947 - zwei Etappen Tour de France - eine Etappe Tour de Suisse 1948 - Gesamtwertung und vier Etappen Tour de Suisse - Gesamtwertung und zwei Etappen Tour de Romandie - Schweizer Meister – Strassenrennen - Grand Prix de Suisse 1949 - eine Etappe Tour de France - Nordwestschweizer Rundfahrt - Vier-Kantone-Rundfahrt - Schweizer Meister – Strassenrennen - Grand Prix de Suisse 1950 - Gesamtwertung und drei Etappen Tour de France - eine Etappe Tour de Romandie - Gran Premio di Lugano - Challenge Desgrange-Colombo - Schweizer Meister – Strassenrennen | 1951 - Weltmeister – Strassenrennen - Gesamtwertung und zwei Etappen Tour de Suisse - La Flèche Wallonne - Lüttich–Bastogne–Lüttich - Gesamtwertung und vier Etappen Tour de Romandie - Prix Dupré-Lapize (mit Armin von Büren) - Schweizer Meister – Strassenrennen - Rom–Neapel–Rom 1952 - eine Etappe Tour de Suisse - La Flèche Wallonne - Lüttich–Bastogne–Lüttich - Tour du Lac Léman - Challenge Desgrange-Colombo 1953 - eine Etappe Tour de Romandie - eine Etappe Luxemburg-Rundfahrt - Bordeaux–Paris 1954 - zwei Etappen und Punktewertung Tour de France - Giro del Ticino - Challenge Desgrange-Colombo - Schweizer Meister – Strassenrennen 1955 - eine Etappe Tour de Suisse 1956 - Mailand–Turin |

## Grand-Tour-Platzierungen
| Grand Tour         | 1947 | 1948 | 1949 | 1950 | 1951 | 1952 | 1953 | 1954 | 1955 |
| ------------------ | ---- | ---- | ---- | ---- | ---- | ---- | ---- | ---- | ---- |
| Giro d’ItaliaGiro  | –    | –    | –    | 4    | 3    | 3    | –    | –    | –    |
| Tour de FranceTour | DNF  | –    | DNF  | 1    | –    | –    | –    | 2    | DNF  |